# ناحیه بادولا
ناحیه بادولا (به لاتین: Badulla District) یک ناحیه در سری‌لانکا است که در استان یووا واقع شده‌است.

## خصوصیات
ناحیه بادولا ۲٬۸۶۱ کیلومترمربع مساحت و ۸۸۶٬۰۰۰ نفر جمعیت دارد.